# Liste der Lieder von beFour
Dies ist die Liste der Lieder der ehemaligen deutschen Pop-Gruppe beFour. Aufgelistet sind alle Lieder der Alben All 4 One (2007), Hand in Hand – The Winter Album (2007), We Stand United (2008) und Friends 4 Ever (2009). Ausgenommen sind alle verschiedenen Versionen ihrer Lieder.
Die Reihenfolge der Titel ist alphabetisch sortiert. Sie gibt zudem Auskunft über die Urheber.

## #
| # | Titel                    | Autoren          | Album          | Jahr |
| - | ------------------------ | ---------------- | -------------- | ---- |
| 1 | (Love Is Like a) Mystery | Christian Geller | Friends 4 Ever | 2009 |

## A
| # | Titel                 | Autoren                       | Album          | Jahr |
| - | --------------------- | ----------------------------- | -------------- | ---- |
| 1 | A New Generation      | Christian Geller, Adam Bernau | All 4 One      | 2007 |
| 2 | All Around the Planet | Christian Geller              | Friends 4 Ever | 2009 |
| 3 | All I Ever Wanted     | Christian Geller              | Friends 4 Ever | 2009 |
| 4 | All Night Long        | Christian Geller              | Friends 4 Ever | 2009 |
| 5 | All 4 One             | Christian Geller, Adam Bernau | All 4 One      | 2007 |

## B
| # | Titel                  | Autoren                                     | Album           | Jahr |
| - | ---------------------- | ------------------------------------------- | --------------- | ---- |
| 1 | Balla Balla            | Christian Geller                            | We Stand United | 2008 |
| 2 | Because It’s Christmas | Christian Geller                            | —               | 2007 |
| 3 | Bye Bye Baby           | Mark Nissen, Hartmut Krech, Antonio Berardi | All 4 One       | 2007 |

## C
| # | Titel              | Autoren                                                       | Album                           | Jahr |
| - | ------------------ | ------------------------------------------------------------- | ------------------------------- | ---- |
| 1 | Champion           | Christian Geller, Axel Breitung                               | Friends 4 Ever                  | 2009 |
| 2 | Cherry Babe        | Marcel Botezan, Lucian Ionescu, Radu Bolifea, Sebastoam Barac | All 4 One                       | 2007 |
| 3 | Come Fly with Me   | Nick Manic, Mike Jaxx                                         | All 4 One                       | 2007 |
| 4 | Cosmic Ride        | Christian Geller, Adam Bernau                                 | All 4 One                       | 2007 |
| 6 | Crying Heart       | Dieter Bohlen                                                 | All 4 One                       | 2007 |
| 5 | Crystal Wonderland | Christian Geller                                              | Hand in Hand – The Winter Album | 2007 |

## D
| # | Titel                           | Autoren                                 | Album          | Jahr |
| - | ------------------------------- | --------------------------------------- | -------------- | ---- |
| 1 | Ding-A-Dong erschien als Single | Dick Bakker, Eddy Ouwens, Will Luikinga | Friends 4 Ever | 2009 |
| 2 | Disco                           | Christian Geller                        | Friends 4 Ever | 2009 |

## E
| # | Titel     | Autoren                       | Album     | Jahr |
| - | --------- | ----------------------------- | --------- | ---- |
| 1 | Everybody | Christian Geller, Adam Bernau | All 4 One | 2007 |

## F
| # | Titel                | Autoren                       | Album                              | Jahr |
| - | -------------------- | ----------------------------- | ---------------------------------- | ---- |
| 1 | Fly Around the World | Christian Geller              | All 4 One                          | 2007 |
| 2 | Footloose            | Kenny Loggins, Dean Pitchford | beFour präsentieren Hit Alarm 2008 | 2008 |
| 3 | Friends 4 Ever       | Christian Geller              | Friends 4 Ever                     | 2009 |

## G
| # | Titel      | Autoren                           | Album           | Jahr |
| - | ---------- | --------------------------------- | --------------- | ---- |
| 1 | Give It Up | Harry Wayne Casey, Deborah Carter | We Stand United | 2008 |

## H
| # | Titel                              | Autoren                                              | Album                           | Jahr |
| - | ---------------------------------- | ---------------------------------------------------- | ------------------------------- | ---- |
| 1 | Halloween Party                    | Christian Geller                                     | Friends 4 Ever                  | 2007 |
| 2 | Hand in Hand erschien als Single   | Christian Geller                                     | Hand in Hand – The Winter Album | 2007 |
| 3 | Happy Holiday                      | Christian Geller, Alexei Potechin, Sergei Zukow      | We Stand United                 | 2008 |
| 4 | Happy People                       | Christian Geller                                     | Friends 4 Ever                  | 2009 |
| 5 | Hear the Countdown Call            | Christian Geller                                     | Friends 4 Ever                  | 2009 |
| 6 | How Do You Do? erschien als Single | Christian Geller, Wolfgang Boss, Dmitry Kokhanovskiy | All 4 One                       | 2007 |

## I
| # | Titel                                                          | Autoren                               | Album                           | Jahr |
| - | -------------------------------------------------------------- | ------------------------------------- | ------------------------------- | ---- |
| 1 | I Wanna Be Like You B-Seite auf der Single Little, Little Love | Robert B. Sherman, Richard M. Sherman | —                               | 2007 |
| 2 | If You Wanna Know                                              | Rikard Löfgren                        | Hand in Hand – The Winter Album | 2007 |

## L
| # | Titel                                   | Autoren          | Album           | Jahr |
| - | --------------------------------------- | ---------------- | --------------- | ---- |
| 1 | Last Flight to the Stars                | Christian Geller | We Stand United | 2008 |
| 2 | Listen to Your Heart                    | Christian Geller | We Stand United | 2008 |
| 3 | Little, Little Love erschien als Single | Christian Geller | All 4 One       | 2007 |
| 4 | Live Your Dream erschien als Single     | Christian Geller | We Stand United | 2008 |

## M
| # | Titel                            | Autoren                                         | Album          | Jahr |
| - | -------------------------------- | ----------------------------------------------- | -------------- | ---- |
| 1 | Magic Melody erschien als Single | Alexey Potekin, Sergei Zhukov, Christian Geller | All 4 One      | 2007 |
| 2 | Message of Freedom               | Christian Geller                                | Friends 4 Ever | 2009 |

## N
| # | Titel                        | Autoren                                                     | Album          | Jahr |
| - | ---------------------------- | ----------------------------------------------------------- | -------------- | ---- |
| 1 | No Limit erschien als Single | Phil Wilde, Jean-Paul De Coster, Anita Dels, Ray Slijngaard | Friends 4 Ever | 2009 |

## O
| # | Titel                | Autoren          | Album          | Jahr |
| - | -------------------- | ---------------- | -------------- | ---- |
| 1 | One Step to Infinity | Christian Geller | Friends 4 Ever | 2009 |

## R
| # | Titel                   | Autoren          | Album     | Jahr |
| - | ----------------------- | ---------------- | --------- | ---- |
| 1 | Red (The Color of Love) | Christian Geller | All 4 One | 2007 |

## S
| # | Titel                      | Autoren          | Album                           | Jahr |
| - | -------------------------- | ---------------- | ------------------------------- | ---- |
| 1 | Shooting Star              | Christian Geller | Hand in Hand – The Winter Album | 2007 |
| 2 | SMS                        | Christian Geller | We Stand United                 | 2008 |
| 3 | Sometimes Dreams Come True | Christian Geller | Hand in Hand – The Winter Album | 2007 |
| 4 | Space Race                 | Christian Geller | We Stand United                 | 2008 |
| 5 | Sunshine in December       | Christian Geller | Hand in Hand – The Winter Album | 2007 |
| 6 | Sweet Little Bells         | Christian Geller | Hand in Hand – The Winter Album | 2007 |

## T
| # | Titel         | Autoren          | Album           | Jahr |
| - | ------------- | ---------------- | --------------- | ---- |
| 1 | Time to Dance | Christian Geller | We Stand United | 2008 |

## U
| # | Titel      | Autoren          | Album          | Jahr |
| - | ---------- | ---------------- | -------------- | ---- |
| 1 | Undercover | Christian Geller | Friends 4 Ever | 2008 |

## W
| # | Titel              | Autoren          | Album                           | Jahr |
| - | ------------------ | ---------------- | ------------------------------- | ---- |
| 1 | We Stand United    | Christian Geller | We Stand United                 | 2008 |
| 2 | Winter Dream       | Christian Geller | Hand in Hand – The Winter Album | 2007 |
| 3 | Winter in My Heart | Christian Geller | Hand in Hand – The Winter Album | 200  |

## Y
| # | Titel            | Autoren          | Album           | Jahr |
| - | ---------------- | ---------------- | --------------- | ---- |
| 1 | You Gave Me Life | Christian Geller | We Stand United | 2008 |

## Z
| # | Titel        | Autoren                                         | Album           | Jahr |
| - | ------------ | ----------------------------------------------- | --------------- | ---- |
| 1 | Zabadak      | Ken Howard, Alan Blaikley                       | We Stand United | 2008 |
| 2 | Zero Gravity | Petra Bonmassar, Achim Kleist, Wolfgang Webenau | All 4 One       | 2007 |